# Гонсало, Хесус
Хесус Гонсало (исп. Jesús Gonzalo; родился в 1959, Бурго-де-Осма-Сьюдад-де-Осма, Сория, Испания) — испанский экономист, профессор кафедры эконометрики Мадридского университета имени Карлоса III.

## Биография
Х.Гонсало родился в 1959 году в городе Бурго-де-Осма-Сьюдад-де-Осма в провинции Сория, Испания.
Образование получил в Мадридском университете Комплутенсе, где получил степень бакалавра по экономической теории в 1981 году. Докторской степени был удостоен в 1991 году в Калифорнийском университете в Сан-Диего.
Преподавательскую деятельность начал ассистентом преподавателя в Мадридском университете Комплутенсе в 1981—1985 годах. В 1983—1985 годах проходил обучение по количественным методам в Банке Испания, от которого и получил в 1985 году двухлетнюю стипендию на прохождение обучения на PhD, а в 1987 году получил ещё одну двухлетнюю стипендию также на прохождение обучения на PhD от Фонда Рамона Аресеса, учрежденного в 1976 году Р. Аресом. Параллельно в 1987—1990 годах был ассистентом преподавателя в Калифорнийском университете в Сан-Диего. В 1989 году был удостоен двухлетней стипендией от министерства образования Испании, а в 1990 году получил стипендию Слоуна на прохождение обучения PhD от Фонда Альфреда Слоуна, завершив обучение в аспирантуре Калифорнийского университета в Сан-Диего в 1991 году.
В 1991—1996 годах был ассистентом профессора экономики Бостонского университета. В 1995—1996 годах являлся приглашенным профессором эконометрики, а в 1996—2001 годах ассоциированным профессором эконометрики, а с 2001 года стал полным профессором кафедры эконометрики Мадридского университета имени Карлоса III. Был удостоен звания заслуженного приглашенного профессора эконометрики в Калифорнийском университете в Риверсайде в 2004 году. В 2010—2012 годах был председателем департамента экономики Мадридского университета имени Карлоса III.
С 2002 года является членом редколлегии журнала Journal of Applied Econometrics и журнала Spanish Economic Review, сотрудником журнала Journal of Econometrics.

## Награды
Х.Гонсало за свои достижения был награждён:
- 1988, 1989, 1990 — лучший учитель Калифорнийского университета в Сан-Диего,
- 1989 — член общества Пфи Бета Дельта[англ.],
- 1999—2014 — исследовательские гранты от Мадридского университета имени Карлоса III,
- 2002 — 246 место среди самым цитируемых экономистов в мире за 1990-е годы[3].